# Coney Island-Stillwell Avenue (metrostation)
Coney Island-Stillwell Avenue is een station van de metro van New York op Coney Island in het stadsdeel Brooklyn. Het is het eindstation van vier metrolijntrajecten: de Brighton Line, Culver Line, Sea Beach Line en de West End Line. De lijnen  maken gebruik van dit station als zuidelijke terminus.
Het grote station, oorspronkelijk gebouwd in 1919, werd ontworpen in een tijd dat Coney Island elke zomer de belangrijkste ontspanningszone voor de Metropolitan Area van New York was, met alle spoorlijnen in het zuiden van Brooklyn die bezoekers naar het gebied sluisden. Het station heeft acht sporen en vier eilandperrons, met treinen die zowel uit het zuiden als uit het noorden het station binnenrijden. Het is gelegen op de hoek van Stillwell Avenue en Surf Avenue in Coney Island, op de site van de voormalige West End Terminal, het voormalig treinstation van 1864 waar voor de huidige metrostellen de stoomtreinen hun terminus hadden. Een grondige renovatie van 2001 tot 2005 vernieuwde grote delen van het station.

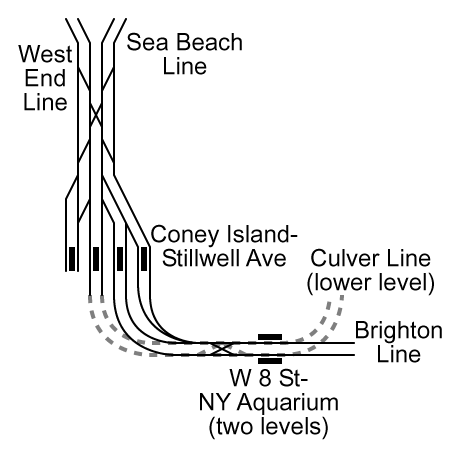
De sporen rondom het station Coney Island-Stillwell Avenue.

 ·  ·  ·  ·  ·  ·  ·  ·  · 
Van noord naar zuid:
Ditmars Boulevard-Astoria · 
Astoria Boulevard · 
30th Avenue · 
Broadway · 
36th Avenue · 
39th Avenue · 
Queensboro Plaza · 
Lexington Avenue/59th Street · 
5th Avenue · 
57th Street · 
49th Street · 
Times Square-42nd Street · 
34th Street-Herald Square · 
28th Street · 
23rd Street · 
14th Street-Union Square · 
Eighth Street-New York University · 
Prince Street · 
Canal Street · 
City Hall* · 
Cortlandt Street* · 
Rector Street* · 
Whitehall Street-South Ferry* · 
Court Street-Borough Hall* · 
Jay Street-MetroTech* · 
DeKalb Avenue · 
Canal Street · 
Atlantic Avenue - Pacific Street · 
Union Street · 
Ninth Street · 
Prospect Avenue · 
25th Street · 
36th Street · 
45th Street · 
53rd Street · 
59th Street · 
Eighth Avenue · 
Fort Hamilton Parkway · 
New Utrecht Avenue · 
18th Avenue · 
20th Avenue · 
Bay Parkway · 
Kings Highway · 
Avenue U · 
86th Street · 
Coney Island-Stillwell Avenue
* alleen 's nachts als vervanging voor Lijn R
Van noord naar zuid:
96th Street · 
86th Street · 
72nd Street · 
Lexington Avenue-63rd Street · 
57th Street · 
(49th Street) · 
Times Square-42nd Street · 
34th Street-Herald Square · 
(28th Street · 
23rd Street) · 
14th Street-Union Square · 
(8th Street · 
Prince Street) · 
Canal Street · 
DeKalb Avenue · 
Atlantic Avenue - Pacific Street · 
7th avenue · 
Prospect Park · 
Parkside Avenue · 
Church Avenue · 
Beverley Road · 
Cortelyou Road · 
Newkirk Avenue · 
Avenue H · 
Avenue J · 
Avenue M · 
Kings Highway · 
Avenue U · 
Neck Road · 
Sheepshead Bay · 
Brighton Beach · 
Ocean Parkway · 
West Eighth Street-New York Aquarium · 
Coney Island-Stillwell Avenue